# Jan-Ulrich Weiß
Jan-Ulrich Weiß (* 17. März 1975 in Templin) ist ein deutscher Politiker der Alternative für Deutschland (AfD). Weiß war Landtagsabgeordneter in Brandenburg. Er erlangte durch antisemitische Äußerungen Bekanntheit. Die AfD-Fraktion im Brandenburgischen Landtag erweckte vorübergehend den Eindruck, dass er ihr wegen seiner Äußerungen nicht angehören solle. Weiß wurde wegen Steuerhinterziehung durch Zigarettenschmuggel zu einer Bewährungsstrafe verurteilt.

## Leben und Beruf
Jan-Ulrich Weiß arbeitete nach seinem Wehrdienst bei der Bundeswehr in Amberg als Lagerleiter Express in Dietzenbach für LTTS, war selbständiger Fahrer im Fernverkehr, dann Hausmann. Seit 2014 bietet er forst- und landwirtschaftliche Dienstleistungen an und ist in der Brennholzproduktion und im Wildhandel tätig. Er ist verheiratet und hat sieben Kinder.

## Politik
Weiß ist seit dem 11. April 2013 Mitglied der AfD. Er war bis zu seinem Rücktritt im Februar 2019 Kreisvorsitzender der AfD im Kreisverband Uckermark. Weiß trat bei der Landtagswahl in Brandenburg 2014 für die AfD im Wahlkreis 10 Uckermark III/Oberhavel IV, an und sollte ursprünglich ein Abgeordnetenmandat als Nachrücker über die Landesliste der AfD Brandenburg erhalten, weil Stefan Hein vor der Konstituierung des Landtages bekannt gab, sein Mandat aus persönlichen Gründen nicht annehmen zu wollen, nachdem er zuvor Interna an die Presse lanciert hatte. Nachdem Weiß einen von Alexander Gauland als antisemitisch eingestuften Beitrag auf seiner Facebook-Seite veröffentlicht hatte, wurde er aus der zu bildenden AfD-Fraktion ausgeschlossen. Bei dem Beitrag handelte es sich um eine Collage mit einem Bild des Bankiers Jacob Rothschild und der geldgierigen Figur des Mr Burns aus der Serie Die Simpsons. Zusätzlich wurde in dem zugehörigen Text Rothschild als reich, den weltweiten Finanzsektor kontrollierend und Politik wie auch Medien steuernd dargestellt. Ende Juni 2016 urteilte das Amtsgericht Prenzlau, die Karikatur habe keine Bezüge zu Juden und Weiß habe offenbar auch nicht den Namen Rothschild mit antisemitischen Verschwörungstheorien in Verbindung gebracht. Der Politikwissenschaftler Gideon Botsch sagte hingegen, gerade die jüdische Familie Rothschild nehme in antisemitischen Verschwörungsmythen eine besondere Rolle ein. Die Karikatur, so Botsch, sage aus, es gebe eine jüdische Weltverschwörung. Das sei „antisemitisch und volksverhetzend“.
Ein weiterer Kritikpunkt war, dass Weiß den NSU-Prozess ablehnte. In der Folge revidierte Hein seine Entscheidung und gab bekannt, sein Mandat als fraktionsloser Abgeordneter anzunehmen, um ein Nachrücken von Weiß in den Landtag zu verhindern. Der AfD-Landesvorstand beschloss, ein Parteiausschlussverfahren gegen Weiß einzuleiten. Dieses scheiterte aber im Bundesschiedsgericht der Partei. Weiß wies den Antisemitismus-Vorwurf zurück. Nachdem Gauland 2017 in den Bundestag gewählt wurde und sein Landtagsmandat aufgab, rückte Weiß am 26. Oktober 2017 in den brandenburgischen Landtag nach und gehört dort der Fraktion der AfD an.
Weiß galt als wenig aktiv im Landtag und lieferte so beispielsweise von Februar 2018 bis Februar 2019 keinen Wortbeitrag im brandenburgischen Landtag. In der gleichen Periode trat er lediglich mit einer kleinen Anfrage in Erscheinung, was von Parlamentskollegen wie Rainer Genilke oder Jutta Lieske heftig kritisiert wurde.
Nach der Landtagswahl in Brandenburg 2019 zog Weiß nicht erneut als Abgeordneter in den Landtag Brandenburg ein.

## Verurteilung wegen Steuerhinterziehung
Im Sommer 2017 wurde von der Staatsanwaltschaft Neuruppin Anklage wegen Steuerhinterziehung gegen Weiß erhoben. Vorgeworfen wird ihm, 2013 als Auftraggeber eines illegalen Transports unversteuerter Zigaretten aus den Niederlanden über Belgien nach Großbritannien fungiert zu haben, wodurch ein Steuerschaden von rund einer Million Euro entstanden sein soll. Die Hauptverhandlung begann am 12. Februar 2018 vor dem Landgericht Neuruppin. Dabei bestritt er, an Zigarettenschmuggel im großen Stil beteiligt gewesen zu sein.
Das Landgericht verurteilte ihn am 16. Februar 2018 wegen Steuerhinterziehung zu einer Freiheitsstrafe von einem Jahr und zehn Monaten auf Bewährung und verbot ihm für drei Jahre die Ausübung öffentlicher Ämter. Hinsichtlich der Freiheitsstrafe verwarf der Bundesgerichtshof die Revision von Weiß, hinsichtlich des Verbotes öffentliche Ämter auszuüben und einer Einziehung von Taterträgen in Höhe von 516.478,15 Euro hob der BGH die Verurteilung auf und verwies das Verfahren an das Landgericht zur erneuten Verhandlung zurück.
Da eine Entscheidung durch den Bundesgerichtshof ausstand, war Weiß bis zum Ende der Legislaturperiode 2019 weiterhin Mitglied des Brandenburger Landtags und der Fraktion der AfD.